# Stahlnetz: Nacht zum Ostersonntag
Nacht zum Ostersonntag  ist der 20. Kriminalfilm der Fernsehreihe Stahlnetz. Die deutsche Erstausstrahlung erfolgte am 8. Dezember 1965 im Ersten Programm der ARD.

## Handlung
In der Nacht zum Ostersonntag rammt ein Taxi einen Zigarettenautomaten und die dahinterstehende Mauer in der Lübecker Thorwaldsenstraße. Was zunächst wie ein Verkehrsunfall aussieht, entpuppt sich schnell als Mord, denn der Fahrer Seifert hat eine Kugel im Nacken; er erliegt einige Tage später seinen Verletzungen. Die Kriminalpolizei unter Leitung von Oberkommissar Bleicken ermittelt die letzte eingetragene Fahrt. Sie führte für 2 Mark 60 zur Travemünder Allee. Da das Taxameter am Tatort auf 3 Mark 80 stand, muss danach noch ein anderer Fahrgast eingestiegen sein. Eine Zeugin, Frau Linneweg, hatte einen Mann im hellen Trenchcoat und einem Hut vom Unfallort weglaufen sehen. Möglicherweise war dies nicht nur der letzte Fahrgast, sondern auch der Täter. Hinweise aus der Bevölkerung gibt es zuhauf, doch sie verlaufen im Sande.
Der Kleinganove Felix bringt die Namen zweier Personen ins Spiel, die für die Tat infrage kommen könnten: Maschmann und Kiesewetter. Bei einer ihrer früheren Taten war noch ein dritter Mann im Spiel: Helmut Pölzer. Interessanterweise ist er der Neffe des Gastwirts Fiedler, vor dessen Lokal der Mord verübt wurde. Doch auch diese Spur führt ins Nichts. Der Kriminalbeamte Hamann von der Außenstelle in Travemünde unterrichtet seine Kollegen über einen Martin Postier, der wegen Scheckbetrugs eine Gefängnisstrafe antreten soll, jedoch verschwunden sei. Die Polizei versucht inzwischen herauszufinden, wo an der Travemünder Allee die letzte Fahrt Seiferts geendet hat. Durch einen Zufall kann auch der betreffende Fahrgast ermittelt werden, doch er kann nur aussagen, dass das Taxi gewendet habe, als er ins Haus ging.
Kurze Zeit später erreicht die Beamten ein Fernschreiben vom BKA in Wiesbaden. Martin Postier wurde in Lourdes wegen Benzindiebstahls festgenommen, außerdem trug er eine durchbohrte Gaspistole bei sich. Er wird von der französischen Polizei verhört und schildert, wie er die Nacht zum Ostersonntag verbracht hat. Er sei abends mit dem Bus nach Lübeck gefahren, habe den ganzen Abend in einer Bar, der „Hanseaten-Diele“, verbracht und sei gegen 2 Uhr aufgebrochen, um den letzten Bus nach Travemünde zu kriegen. Er meint, Teile des Personals müssten sich an ihn erinnern, da er der einzige gewesen sei, der einen Smoking getragen habe. Über Ostern sei er zu Hause gewesen und am Dienstag losgefahren. Auf den Taximord angesprochen, gibt er zu Protokoll, am Dienstag davon in den Lübecker Nachrichten gelesen zu haben.
Der Verdacht gegen Postier verhärtet sich, als sich in seinem aktuellen Kalender eine Claudia Petersen findet, die in der Thorwaldsenstraße wohnt. Sie erklärt, mit Postier vor zwei Jahren Schluss gemacht und ihn seitdem nicht mehr gesehen zu haben. Weshalb ihr Name auf der ersten Seite des Kalenders stehe, könne sie sich nicht erklären. Auch lässt ein handschriftlicher Eintrag Postiers vom Beginn des Jahres darauf schließen, dass sich beide nach der Trennung noch gesehen haben müssen. Claudia hat dafür keine Erklärung.
Zurück in Deutschland, wird Postier von Bleicken und Pölchau vernommen, er macht die gleichen Aussagen wie in Frankreich, allerdings habe er keine Pistole bei sich gehabt, das müsse ein Irrtum sein. Doch es gelingt Bleicken, Postiers Alibi zu erschüttern. So hatten die Beamten bei einer Hausdurchsuchung eine Quittung der „Hanseaten-Diele“ gefunden, die allerdings auf den 14. April, Ostersonnabend, datiert ist. Postier hatte die Bar also bereits vor Mitternacht verlassen. Außerdem ist am Dienstag nach Ostern keine Ausgabe der Lübecker Nachrichten erschienen, Postier konnte also nicht am Dienstagmorgen vom Mord gelesen haben. Inzwischen ist Bleicken auch das Tatmotiv klar. Postier war nicht geflüchtet, weil er den Taxifahrer erschossen hatte, sondern er brauchte Geld für seine Flucht. Da er bei dem Überfall keine Beute machen konnte, musste er trampen, wie die Polizei bereits ermittelt hatte. In einer der Jugendherbergen, in denen Postier Station gemacht hatte, wurde der Trenchcoat gefunden. Auch die Mordwaffe ist inzwischen aus Frankreich eingetroffen. Als es schließlich zu einer Gegenüberstellung mit der Zeugin Linneweg kommt, erkennt diese ihn sofort wieder. Postier gesteht darauf die Tat. Er habe auf den Taxifahrer geschossen, aber nicht die Absicht gehabt, ihn zu töten. Die Adresse in der Thorwaldsenstraße habe er angegeben, weil es die erste Anschrift war, die ihm auf die Schnelle eingefallen sei. Nach dem Überfall konnte er bequem den letzten Bus nach Travemünde erreichen. 

## Sonstiges
In dieser Folge gibt es keinen Off-Sprecher. Der Titel wird in Vor- und Abspann genannt. Die dem Film zugrunde liegende Tat ereignete sich am 21. April 1962 in Lübeck.
Horst Hesslein wird in seiner Rolle als Helmut Pölzer von Karl-Heinz Kreienbaum synchronisiert.
Die Folge ist in einer 2013 erschienenen DVD-Box mit sämtlichen Stahlnetz-Folgen enthalten.